# Юсупов, Захид Жаватович
Захид Жаватович Юсупов (род. 1 августа 1951 года, город Невьянск) — мастер спорта СССР, заслуженный тренер России по греко-римской борьбе. Почётный гражданин Невьянского городского округа.

## Биография
Захид Жаватович спортом начал заниматься в 1967 году в секции борьбы ДЮСШ городе Невьянска у тренера-преподавателя М. А. Савина. Чемпион Свердловской области в личном и командном первенствах, чемпион Спартакиады школьников РСФСР.
В 1970 году окончил среднюю школу № 3. Поступил на работу на Красноуральский химический завод, где проработал до 1971 года. Продолжал тренироваться и выступать в соревнованиях чемпионата области по самбо и дзюдо среди юниоров и взрослых.
Призван на срочную службу в ряды Вооруженных сил СССР. Службу проходил в Киргизии. Участвовал в соревнованиях за часть, дивизию, Среднеазиатский военный округ. Чемпион Киргизии по дзюдо, призер Центрального совета спортивного общества «Динамо» по самбо, чемпион Среднеазиатского военного округа по различным видам спорта, в том числе военное троеборье.
В 1973 году демобилизовался из армии, вернулся на родину и поступил на работу на Невьянский механический завод. Продолжал тренироваться. Звание мастер спорта присвоено в 1974 году за второе место во Всесоюзном турнире памяти космонавта Комарова по классической борьбе. Чемпион ЦС ДСО «Урожай», участник трех спартакиад народов РСФСР, чемпионатов СССР. Активные выступления прекратил в 1988 году.
С 1975 года начал тренерско-преподавательскую работу, перейдя на постоянное место работы в городскую ДЮСШ.
За время работы тренером подготовлено более 15 мастеров спорта по греко-римской борьбе. Среди них: чемпион СССР среди юношей Юрий Малтыков (1978), трехкратный победитель первенств СССР среди юношей и молодежи Андрей Караваев, который позднее стал чемпионом Мира среди юношей (1990) в Израиле. Победителями и призерами России становились: Вячеслав Красильников, Василий Деменок, (члены сборной страны), Василий Васильев, братья Владимир и Николай Хохловы и другие.
С 1986 года в связи с созданием центра подготовки спортсменов высокого класса по греко-римской борьбе на ВИЗе (Свердловск) лучшие воспитанники Юсупова получили возможность централизованной подготовки.
В 2000 году вышел на пенсию, но продолжил тренерско-преподавательскую работу.

## Награды и звания
- Мастер спорта СССР (1974)
- Заслуженный тренер России (1991)
- Судья республиканской и национальной категорий
- Награждён почетным знаком общего и среднего образования
- Почётный гражданин Невьянского городского округа